# Maria ter Meetelen
Maria ter Meetelen, född 1704 i Amsterdam, dödsdatum okänt (efter år 1751), var en holländsk resenär i manskläder, soldat, slav och författare av självbiografi. 
Maria var ett gatubarn som 1725 klädde ut sig till man och tog värvning i spanska armén; därepå levde hon en tid som nunna i Madrid, varpå hon gifte sig. 1731 överfölls det skepp hon färdades på med sin make och fördes till Meknes i Marocko, där maken dog och hon blev slav hos sultanen. För att undvika att hamna i sultanens harem vägrade hon konvertera till islam och gifte sig med slavarnas talesman, båtsman Pieter Janszn. Iede. Paret sålde alkohol till sultanens slavar och levde ganska privilegierat vid hovet. 1743 friköptes de holländska slavarna av Nederländerna och paret slog sig ned i Medemblik. År 1748 publicerade Maria sina minnen av slaveriet, som anses vara ett värdefullt dokument som beskrivning av en före detta slav. Efter makens död 1750 ansökte hon 1751 om tillstånd att emigrera till Godahoppsudden, vilket hon fick; därefter försvinner spåren efter henne. 